# Manuel José Caicedo
Manuel José Cayzedo Martínez de Pinillos (Bogotá, 16 de noviembre de 1851–Medellín, 22 de junio de 1937), también referido como Caicedo, Caycedo y Caizedo, fue un eclesiástico colombiano de la Iglesia católica, gobernó las sedes episcopales de Pasto y Popayán y Medellín.
Monseñor Cayzedo gobernó la sede episcopal de Medellín durante los primeros treinta años del siglo XX, en los cuales dejó una profunda huella en la historia política, social y cultural del departamento de Antioquia.

## Vida y obra
Nació en Bogotá el 16 de noviembre de 1851 y sus padres fueron Fernando Cayzedo Camacho y Aquilina Martínez de Pinillos. Su abuelo paterno fue el Alférez Real y prócer independentista don Joaquín de Cayzedo y Cuero.  En 1861 inició sus estudios en el Liceo de la Infancia. Tres años después su padre lo envió con su hermano a estudiar en el Colegio de la Compañía de Jesús en Quito, ya que el señor Cayzedo, de férrea formación católica se vio en la obligación de buscar la educación de sus hijos fuera del país, pues el deterioro de las relaciones Iglesia-Estado en Colombia hacía imposible la educación con religiosos. En 1868 los Cayzedo regresaron al país, y Manuel José realizó estudios complementarios en el colegio de Ricardo Carrasquilla. Austero en sus costumbres, ingresó desde temprana edad a la Juventud Católica, asociación que reunía a los jóvenes capitalinos para dar gloria a Dios y aplicar la doctrina cristiana. Fue secretario de la redacción del periódico "El Tradicionista", publicación de línea católica impulsado por Miguel Antonio Caro, y además fue miembro de la Sociedad de San Vicente de Paúl de Bogotá, la cual presidió entre 1878 y 1879. Hubo de entregarse al comercio desde 1873 por motivo de la muerte de su padre. 
En 1880 viajó a Estados Unidos y Europa, se radicó en Roma, donde se matriculó en el Pontificio Colegio Pío Latino Americano para cursar los estudios eclesiásticos, el cual era regentado por los padres de la Compañía de Jesús. El 22 de diciembre de 1883 recibió el presbiterado en la Basílica de San Juan de Letrán de manos del Cardenal Raffaele Monaco La Valletta. Hasta 1885 permaneció en Roma, y cuando se disponía a regresar a Colombia, la guerra civil por la que atravesaba el país lo hizo radicarse en Caracas, donde realizó su apostolado. En 1886, ya en Colombia, monseñor Cayzedo desempeñó por corto tiempo el curato de la parroquia de Las Aguas. De allí salió a ocupar la prefectura general del Seminario de Bogotá; dos años más tarde, fue nombrado vicerrector de dicha institución y secretario de la curia metropolitana en 1891. Ese mismo año, el presidente de la República, Carlos Holguín Mallarino lo propone para obispo de Pasto. El 1 de febrero de 1892, el papa León XIII lo preconizó para dicho cargo, más tarde, recibió la consagración de manos de monseñor Bernardo Herrera Restrepo el 31 de agosto y tomó posesión de la diócesis de Pasto en septiembre de 1892.
El 2 de diciembre de 1895, fue nombrado obispo de Popayán, diócesis que el 20 de junio de 1900 fue elevada a la categoría de arquidiócesis, por lo cual, monseñor Cayzedo recibió la dignidad arzobispal. El 14 de diciembre de 1905 fue trasladado a la arquidiócesis de Medellín. Llegó a la capital antioqueña el 12 de agosto de 1906 y tomó posesión de la sede, la cual administró hasta su muerte.
Monseñor Cayzedo fundó la Juventud Católica, la que dirigió “El obrero Católico” para defender a los trabajadores. Se interesó por los pobres, por los niños y por los enfermos. Desarrolló una intensa campaña de labor social. Bajo su tutela surgieron asociaciones que se encargaban de suplir mediante la caridad las necesidades de las clases menos favorecidas: la Gota de Leche y Salas Cunas y Sopa Escolar fueron algunas de ellas. La difusión de la doctrina cristiana fue otro punto fuerte durante su administración. Concedió licencia para el establecimiento de varias comunidades religiosas en el territorio del departamento de Antioquia, y también respaldó la constitución de asociaciones de carácter religioso integradas por sus fieles. 

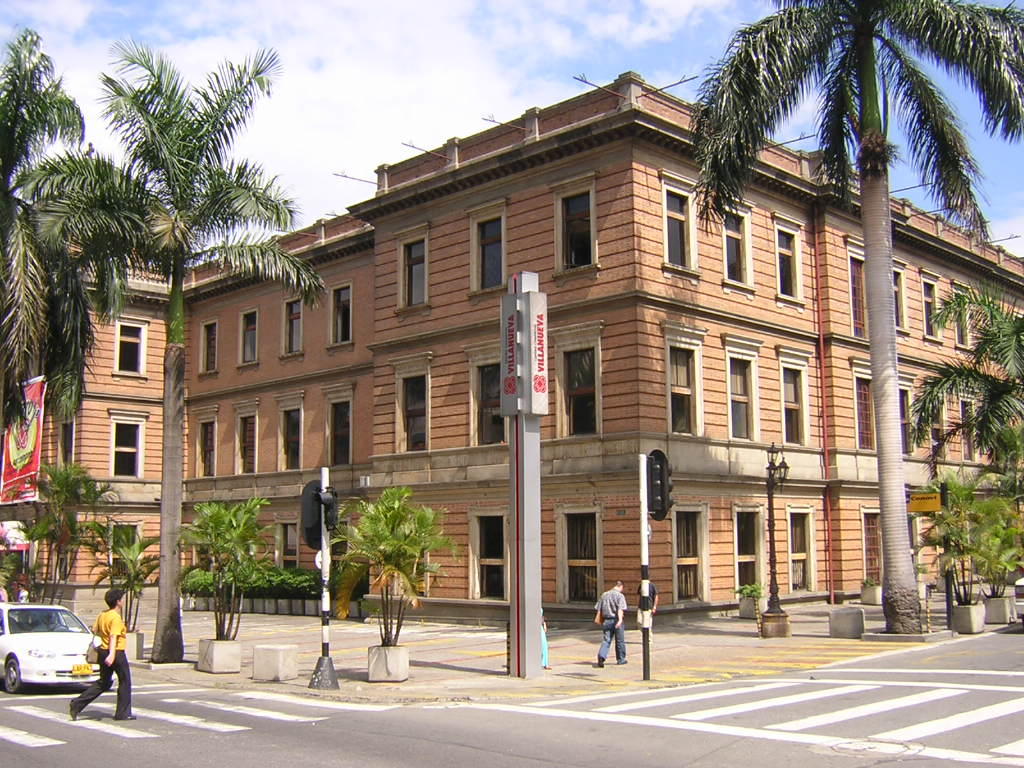
Antigua sede del Seminario Mayor, hoy funciona el centro comercial Villanueva y la curia en el tercer piso, obra del arquitecto italiano Giovanni Buscaglione, hermano salesiano.

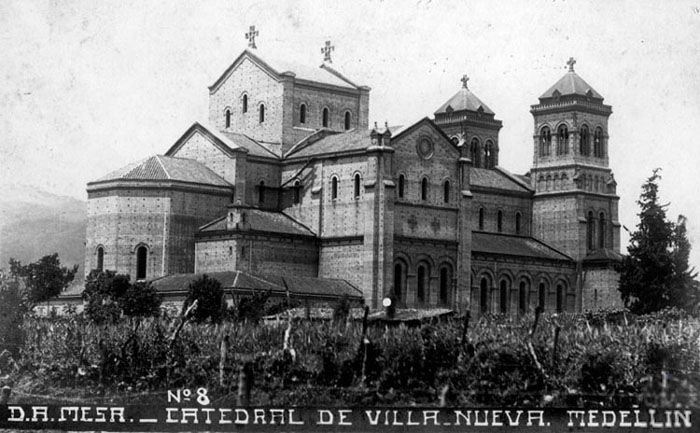
Vista noroccidental de la nueva Catedral, inaugurada el 12 de agosto de 1931 por Mons. Cayzedo.

A monseñor Cayzedo le correspondió terminar la obra negra de la nueva Catedral de Medellín y hacer su respectiva decoración, para lo cual, contrató al arquitecto italiano Giovanni Buscaglione, hermano salesiano, quien diseñó el baldaquino, los altares, el púlpito, el Coro y demás obras ornamentales del templo. También se le encargó el diseño y construcción de la nueva sede del Seminario Mayor, inaugurado en 1928 (hoy funciona el centro comercial Villanueva y la curia en el tercer piso). La Catedral fue finalmente consagrada el 12 de agosto de 1931. 
Creó un buen número de parroquias, Cuatro de ellas en el oriente: La de Mesopotámica, en 1909; la de la Unión, en 1915; y la de Argelia y Alejandría en 1918. Una anécdota de monseñor Cayzedo fue en una visita pastoral a la parroquia del Carmen de Viboral insinuó al párroco Jesús Maria Gómez que cambiara la imagen de la Virgen del Carmen ya que la que estaba en el camarín central ya estaba muy deteriorada. Pero cuando se fue a colocar la nueva imagen el pueblo no aceptó el cambio. Monseñor Cayzedo ordenó dejar esta en el camarín del altar lateral. Escribió 54 cartas pastorales, veinte de ellas sobre la Virgen Santísima del cual era especialmente devoto. 
En 1906 le dio nuevos estatutos al seminario, creó el oficio de padres espirituales, aumento un año más de filosofía y permitió que varios estuvieran en Roma por cuenta propia. Adquirió la finca de San Javier y vendió la del Poblado para obtener fondos para el edificio de Villanueva. Asistió a las ocho primeras conferencias episcopales.
Otra de las características del gobierno episcopal de monseñor Cayzedo y la más polémica, fue su celo por la conservación de los principios católicos, que debían ser protegidos frente a todas las ideas modernizadoras que circulaban por el mundo. No le temblaba la mano ni la voz para excomulgar o prohibir publicaciones, como pasó con los periódicos Scorpion y Acción Cultural, surgidos en las primeras décadas del siglo XX. Todo lo referente al tema de la educación debía pasar antes por su escritorio, para analizarlo detenidamente y ver que no incluyera faltas contra la doctrina cristiana. La tesis del filósofo colombiano Fernando González, "Una tesis", fue censurada por el arzobispo, como también las ideas de varios profesores de la Universidad de Antioquia, que pedían modernizar la educación en la década de 1920. A través de su ojo vigilante, monseñor Manuel José Cayzedo controlaba a todos los estamentos de su arquidiócesis, fuesen políticos, religiosos o ciudadanos.

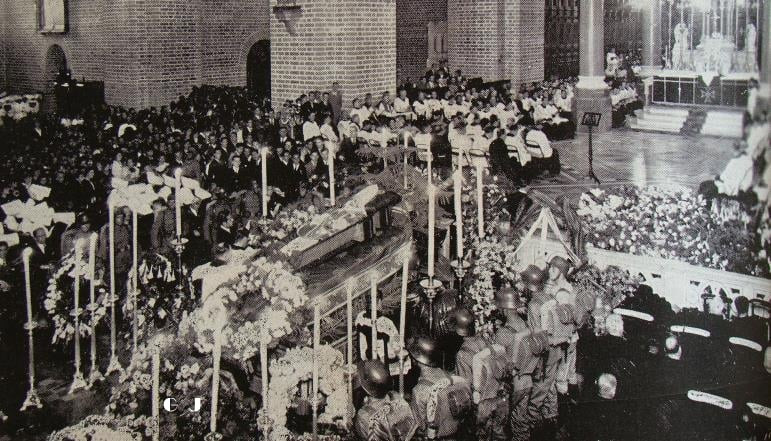
Funeral de mons. Manuel José Cayzedo en la Catedral de Medellín.

El 19 de noviembre de 1922, el arzobispo Cayzedo consagró a monseñor Tiberio de J. Salazar y Herrera, nombrado obispo de Manizales, y quien sería más tarde su sucesor. El 7 de julio de 1932, monseñor Salazar y Herrera es nombrado arzobispo coadjutor de Medellín con derecho a sucesión, más tarde y debido a la vejez y enfermedad de monseñor Cayzedo, es nombrado en mayo de 1934 Administrador Apostólico ad nutum y en febrero de 1935 Administrador Apostólico con todos los poderes. Monseñor Cayzedo murió en Medellín el 22 de junio de 1937, a la edad de 86 años, y fue sepultado en la Catedral Metropolitana de Medellín. Ordenó 167 sacerdotes.